# Budowle megalityczne

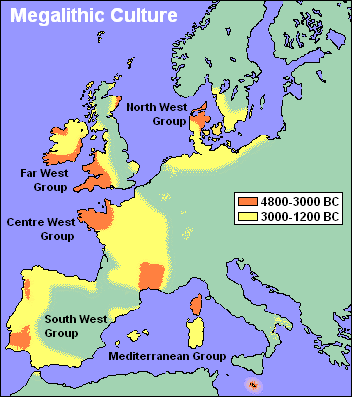
Orientacyjna mapa początków i rozprzestrzeniania się budowli megalitycznych w Europie

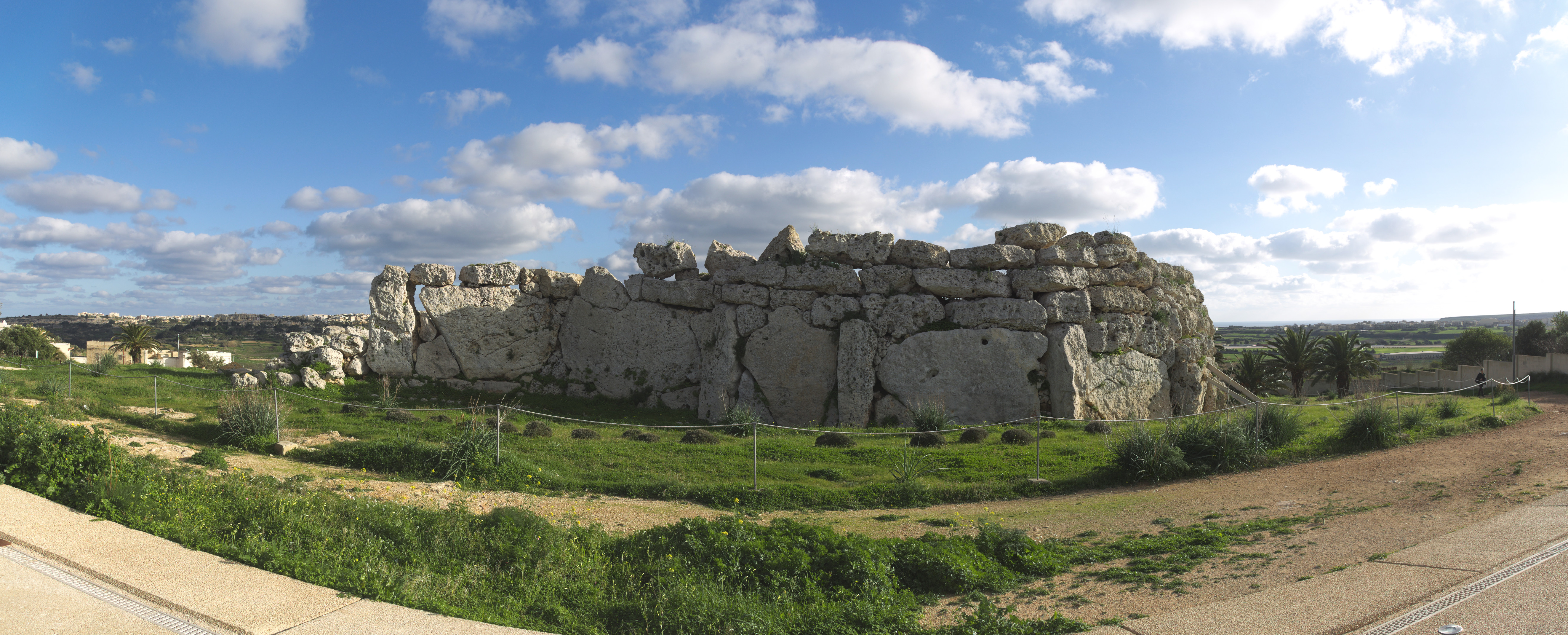
Ġgantija z ok. 3600 r. p.n.e. – jedna z megalitycznych świątyń na Malcie wybudowana w okresie neolitu

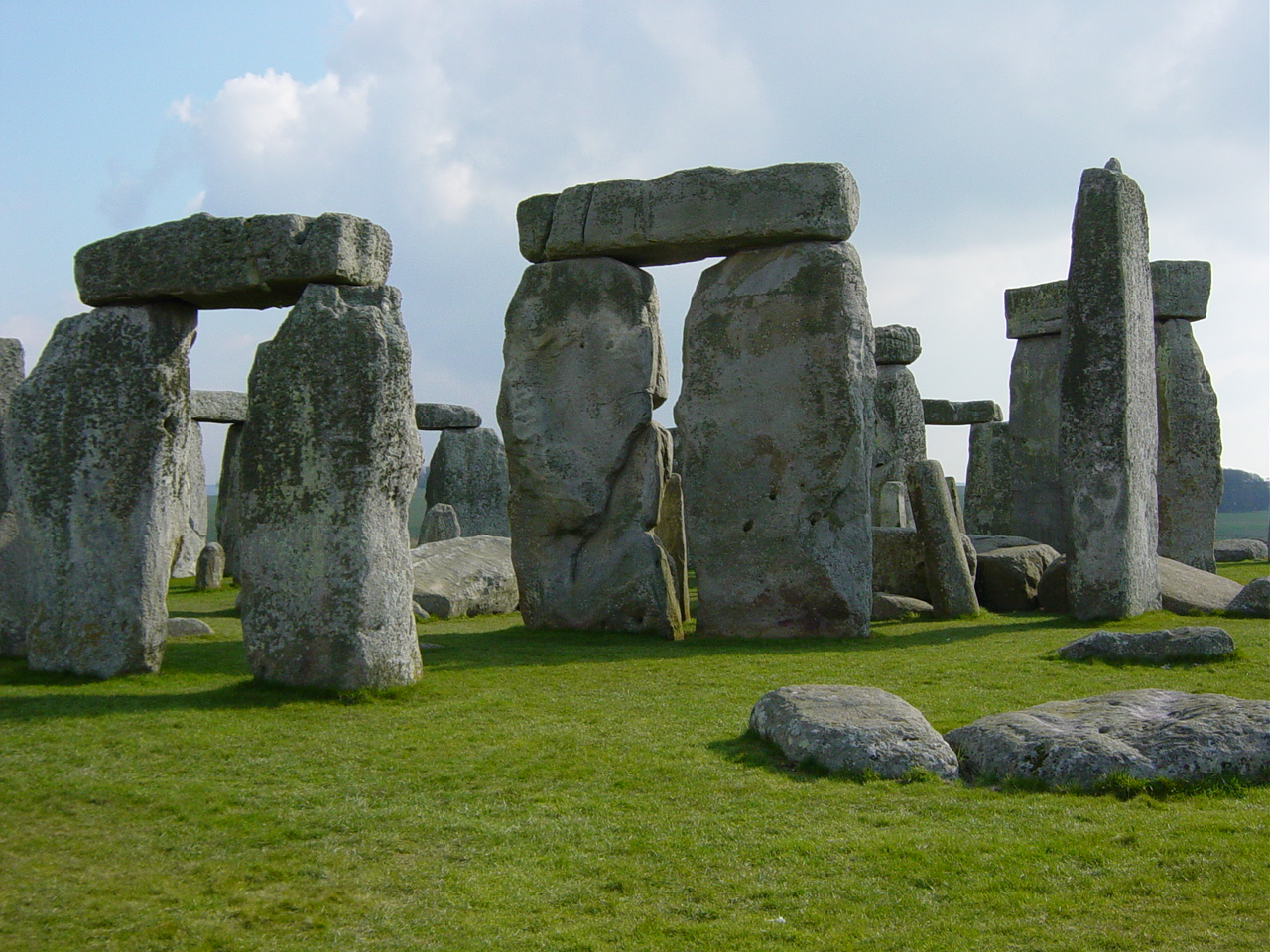
Fragment Stonehenge

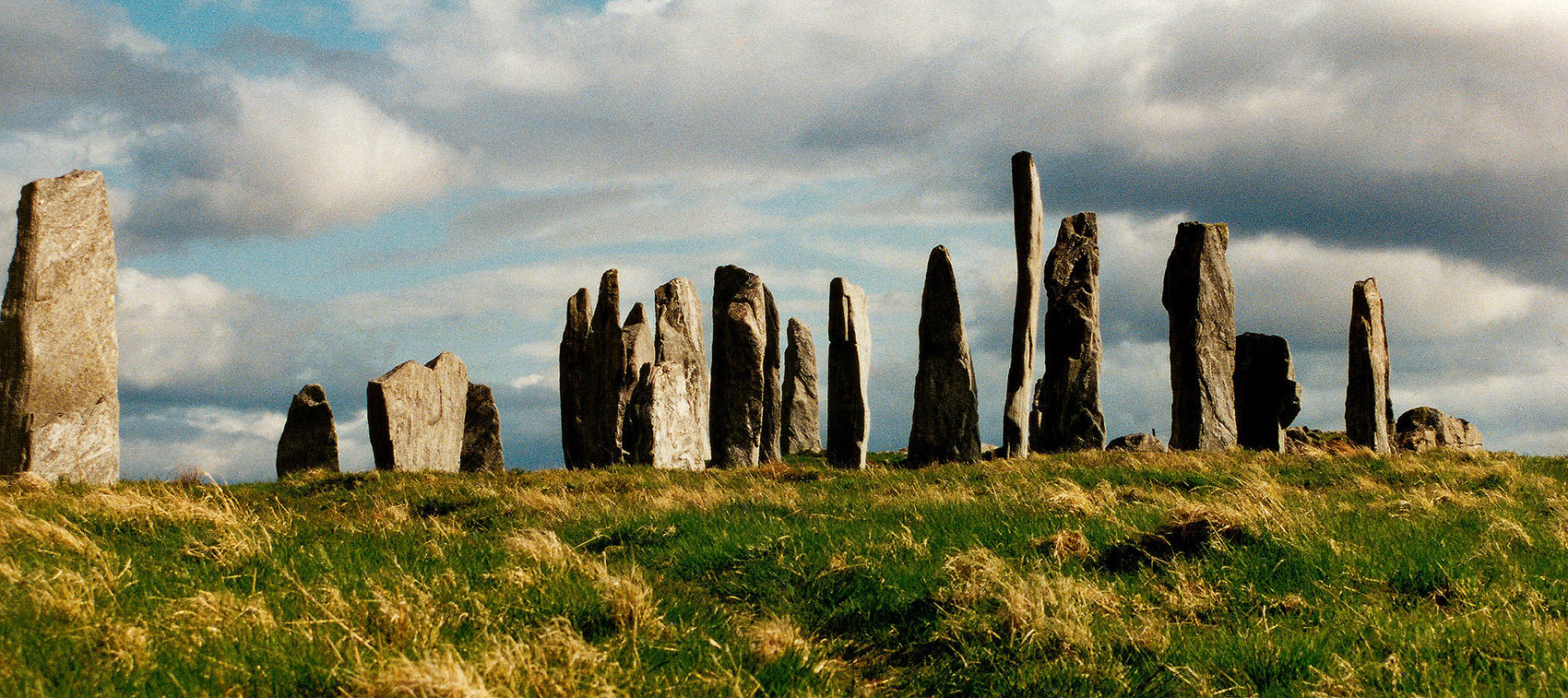
Menhiry w Callanish

Budowle megalityczne, Megality (wielki kamień z gr. μέγας «megas» – wielki, λίθος «lithos» – kamień) to duży, nieobrobiony lub częściowo obrobiony kamień stanowiący samodzielną budowlę lub element większej budowli z takich kamieni (wykonanej bez użycia zaprawy), o charakterze kultowym, grobowym lub (prawdopodobnie) związanymi z obserwacjami astronomicznymi, wzniesiony w czasach prehistorycznych.
Megality występują na obszarze całego świata, w tym również w Europie i Polsce. Początki megalityzmu na terenach Europy sięgają V tysiąclecia p.n.e. Stopniowy zanik idei obserwuje się około 2 tysiąclecia p.n.e. Czasem jednak budowle megalityczne funkcjonowały jeszcze w epoce brązu. Stonehenge straciło swe znaczenie kultowe około 1400 r. p.n.e. Szczególnym typem budowli megalitycznej były megaksylony (gr., mega = wielki; ksylon = drzewo), zbudowane według podobnej idei, ale z innego materiału – z drewna i ziemi.

## Menhiry, dolmeny i kromlechy
Najprostszymi postaciami budowli megalitycznej były dolmeny, menhiry i kromlechy.

### Dolmeny
Dolmen to prostokątny grobowiec, składający się z trzech lub czterech płyt ustawionych pod kątem prostym do podłoża i przykrytych od góry jednym masywnym blokiem. Długość boku dolmenu rzadko przekracza 3 metry, zdarzają się jednak dolmeny większe, wręcz monumentalne. Przykładem może być dolmen z Bagneux we Francji, o wymiarach 16X5 m i wysokości 2,4 m.

### Menhiry
Menhirami nazywamy pionowo wkopane w ziemię słupy kamienne. Jeden z największych znajduje się w Bretanii (miejscowość Locmariaquer) – obecnie rozbity i obalony, miał kiedyś 21–23 m wysokości, prawie 5 m grubości i ważył 350 ton. Menhirami zwieńczano czasem szczyty kurhanów. W okolicy miasta Carnac we Francji znajduje się „aleja” wyznaczona menhirami.

### Kromlechy
Z innych stanowisk europejskich znane są też konstrukcje koliste – zwane kromlechami. Na Wyspach Brytyjskich naliczono ich około tysiąca. Mają średnicę od kilku do kilkudziesięciu metrów – do tego rodzaju zaliczane jest gigantyczne Stonehenge.

## Grobowce
Bardziej złożonymi strukturami megalitycznymi są grobowce korytarzowe, galeriowe i skrzynkowe oraz grobowce o konstrukcji kamienno-ziemnej.

### Grobowce korytarzowe
Grobowce korytarzowe charakteryzują się komorą grobową zbudowaną z potężnych płyt kamiennych. Prowadzi do nich również kamienny, długi korytarz. Grobowiec taki przysypywano nasypem kurhanu. Najbardziej rozwiniętą formą grobowca korytarzowego był tolos. Komora tolosa osiągała olbrzymie rozmiary. Do najbardziej znanych należy tolos z Newgrange w Irlandii.

### Grobowce galeriowe
Grobowce galeriowe nie mają korytarza. Są to wąskie i długie komory. Ich długość wielokrotnie przekracza szerokość. Najdłuższe osiągają 60 m długości, przy zaledwie 5 metrach szerokości (np. grobowiec w West Kennet, Anglia). Odmianą grobowców galeriowych są grobowce transeptowe – komora grobowca transeptowego była zaopatrzona w symetryczne nawy.

### Grobowce skrzynkowe
Grobowce skrzynkowe to z reguły niewielkie budowle, osiągające kilka metrów długości, zbudowane z cienkich płyt, bez korytarza, za to przykryte kurhanem.

### Grobowce kamienno-ziemne
Głównym elementem budowlanym tych grobowców są specjalnie ukształtowane masy ziemne. Przykłady takich grobowców spotykane są w Wielkiej Brytanii, Francji, Niemczech, Danii i Polsce (tzw. grobowce kujawskie). Są to struktury bezkomorowe, różniące się od typowych megalitów zarówno strukturą jak i pochodzeniem. Być może na ich kształt wywarły wpływ wczesnorolnicze kultury naddunajskie.

## Kompleksy megalityczne
Niektóre z wymienionych wyżej budowli megalitycznych wchodziły w skład dużych kompleksów, których przeznaczenie nie zostało jeszcze wyjaśnione. Prawdopodobnie miały one charakter kultowy, niektórzy naukowcy sugerują też ich związek z obserwacjami astronomicznymi. Do najbardziej znanych należy kompleks na Salisbury Plain w Anglii – tam właśnie znajduje się Stonehenge i inne kromlechy, np. w Avebury. Do kompleksów megalitycznych należy też zaliczyć wspomniany rozległy kompleks w okolicach Carnac, w Bretanii, utworzony przez tysiące menhirów i liczne wielkie grobowce. Najstarszymi w Europie i drugimi najstarszymi na świecie są megalityczne świątynie Malty wybudowane przez cywilizację maltańską.

## Megality w Polsce
Budowle megalityczne na obszarach Polski związane są z występowaniem dwóch kultur: kultury pucharów lejkowatych i późniejszej kultury amfor kulistych.

### Kultura pucharów lejkowatych
Kultura ta w III tysiącleciu p.n.e. była rozprzestrzeniona na rozległych połaciach Europy środkowej i północnej. Jej pozostałościami są m.in. rozmaite grobowce megalityczne. Z terenów Polski znane są z tego okresu długie, bezkomorowe kopce ziemne, zwane kopcami kujawskimi. Miały one kształt wydłużonego trapezu zbliżonego do trójkąta, szerokość podstawy od 6 do 15 metrów, długość od 40 do 150 metrów, a pierwotna wysokość szacowana jest na ok. 3 m. Obstawa grobowca zrobiona była z dużych głazów. W najszerszej części budowli, zwanej podstawą lub czołem grobowca, znajdował się pojedynczy zazwyczaj grób, czasem jednak również więcej pochówków. Między grobem a kamieniami podstawy znajdowało się niekiedy sanktuarium (świątynia grobowa). Grobowce kujawskie wznoszono w okresie od IV–III tysiąclecia p.n.e. Najbardziej znane znajdują się obecnie w Sarnowie i Wietrzychowicach na Kujawach, a także w okolicy Łupawy na Pomorzu. Podobne struktury znajdują się także na Pomorzu Zachodnim w okolicach Dolic (Krępcewo, Pomietów), Koszalina oraz Przelewic (Krzynki).

### Kultura amfor kulistych
W drugiej połowie III tysiąclecia p.n.e. na terenach Polski zaczęły się pojawiać zupełnie inne grobowce megalityczne, charakterystyczne dla kultury amfor kulistych. Były to grobowce skrzyniowe, wykonane z dużych płyt i przykryte wielkim głazem lub głazami. Ich długość wynosiła od 2,5–6 metrów, a szerokość ok. 1–2 metrów. Skrzynie te wkopywane były pod powierzchnię ziemi. Znaleziono w nich zbiorowe pochówki, czasem też ofiary ze zwierząt.

## Megaksylony
Grobowiec megaksylonowy nawiązywał formą do grobowców megalitycznych typu kujawskiego, jednakże filarem jego konstrukcji były duże pnie. Na ziemiach polskich znaleziono takie grobowce w Słonowicach, na południu kraju. Nietrudno wyjaśnić, czemu budowniczowie megaksylonów odeszli od stosowania kamienia na rzecz drewna – na Kujawach i Pomorzu nie brak polodowcowych głazów narzutowych. Na południu są one rzadkością. Przywiązanie do idei budowli megalitycznej wymusiło zatem zastosowanie innego materiału. Ściany megaksylonów słonowickich zrobione były z potężnej palisady wkopanych pni o średnicy ok. 30 cm każdy. Szerokość grobu wynosiła około 5 m, a głębokość (powyżej poziomu ziemi) ok. 3 m. Megaksylon pochylał się ku zachodowi. Oczywiście do dziś zachowały się tylko rowki fundamentowe, w których ustawiano pnie grobowca, z dobrze widocznymi, znacznie ciemniejszymi kołami – pozostałością po rozłożonych pionowych belkach. Po rozłożeniu drewna nasypy zostały rozmyte przez deszcze. Zachowały się jednak pochówki. Do dziś odkryto w Słonowicach sześć megaksylonów, usytuowanych równolegle, posiadających wspólne cechy, ale nie identycznych i różniących się rozmiarami. Tylko dwóm z nich towarzyszą rowy, z których wybierano ziemię do zasypania grobów. Być może zatem pozostałe są puste. Pochówki nie zawierają żadnego ciekawego wyposażenia, ciała zostały zasypane kamieniami i ziemią. Czasem badacze znajdują jakieś naczynie lub wyroby miedziane. Badania w Słonowicach rozpoczęto w 1979 roku, są obecnie w toku, a ich końca na razie nie widać.
Z megaksylonem kultury pucharów lejkowatych (grobowcem typu kujawskiego-megalitycznego o obudowie drewnianej
zamiast wykonanej z głazów narzutowych (Gromnicki 1961)) mamy do czynienia w Zagajach Stradowskich.